# Сцинк двоногий
Сцинк двоногий (Jarujinia bipedalis)  — єдиний вид ящірок роду Яруджинія родини Сцинкових. Назва роду отримала назву на честь Яруджина Набґітабхати, директора Таїландського музею природної історії.

## Опис
Загальна довжина досягає 10—12 см. Голова невелика, витягнута. Очі добре розвинені. Особливістю цієї ящірки є те, що вона має дві передні рудиментарні лапи, а задні при цьому відсутні. Забарвлення спини та голови коричневе, черево забарвлено у кремовий або жовтуватий колір.

## Спосіб життя
Полюбляє тропічні ліси, переміщується серед трави та каміння.. Зустрічається на висоті до 600 м над рівнем моря. Харчується комахами.
Процес парування та розмноження ще не вивчено.

## Розповсюдження
Мешкає у Таїланді у провінції Ратчабурі.